# Långås
Långås er en landsby i Morup og Stafsinge sogn, Falkenbergs kommun, Hallands län, Sverige, ca. 10 km nord for Falkenberg. Byen har 584 indbyggere. 

## Idræt
Fodboldspilleren Patric Andersson blev født i Långås.